# В один прекрасный день (фильм, 1955)
В один прекрасный день — советский цветной художественный фильм режиссёра Михаила Слуцкого.

## Сюжет
В украинский колхоз «Рассвет» под Полтавой по письму местных комсомольцев приезжает девушка-дирижёр из Киева, чтобы стать руководителем самодеятельного музыкального коллектива колхоза. Её зовут Екатерина Воропай, она недавно окончила консерваторию, но в Киеве «прозябала в аппарате», подшивая бумаги в Доме народного творчества. 
Председатель и главный бухгалтер колхоза уделяют культуре мало внимания, и, не ожидавшие, что кто-то откликнется на письмо, помощи Екатерине почти не оказывают. Разочарованная таким отношением, она уезжает домой в Киев, но на полдороге её уговаривают вернуться её новые колхозные друзья. Заручившись поддержкой секретаря райкома, молодой дирижёр добивается покупки необходимых музыкальных инструментов и успешно организует колхозный оркестр.

## В ролях
- Екатерина Савинова— Екатерина Павловна Воропай, дирижёр
- Елена Лицканович — Галя Онищенко, секретарь комсомольской организации, доярка
- Дмитрий Дубов — Сергей Петрович Юрченко, секретарь райкома
- Алексей Бунин — Трофим Степанович Коляда, председатель колхоза
- Евгений Шутов — Сашко Нехода, колхозный шофёр
- Михаил Белоусов — Пётр Васильевич Озеров, главный инженер МТС, приехал на постоянную работу из Харькова
- Мария Миронова — Татьяна Петровна, жена Озерова
- Михаил Покотило — Панас Онисимович Калиниченко, главный бухгалтер колхоза
- Николай Панасьев — зоотехник Володя Будякин, направлен на работу в колхоз из аппарата киевского главка
- Иван Пельтцер — дед Фома, колхозный садовод, бывший барабанщик 69-го Егерского полка
- Полина Нятко — мать Екатерины Воропай
- Виктор Халатов — отец Екатерины Воропай
- Нонна Копержинская — Оксана, жена Панаса Чушко
- Михаил Пуговкин — Панас Чушко, брат Филиппа, тракторист, гармонист
- Евгений Зиновьев — Филипп Чушко, брат Панаса, тракторист, гармонист

## Съёмочная группа
- Авторы сценария: М. Билинский, К. Минц, М. Слуцкий
- Постановка режиссёра Михаила Слуцкого
- Режиссёры: С. Грабин, М. Афанасьева
- Оператор: Н. Кульчицкий
- Композитор: В. Соловьёв-Седой
- Текст песен: В. Боков, Борис Палийчук
- Художник: М. Гантман
- Звукооператор: Р. Бисноватая
- Монтаж: Долли Найвельд
- Комбинированные съёмки: А. Королёв, Т. Чернышёва
- Грим: Н. Решетило
- Вокал: Гелена Великанова (Екатерина Павловна Воропай, песня «Гляжу в поля просторные», В.Соловьёв-Седой — В.Боков)
- Оркестр Министерства Культуры УССР, дирижёр П. Поляков
- Директор картины: Г. Смирнов

## Факты
- В фильме упоминается имя известной тогда Ванды Василевской — польской и советской писательницы, поэтессы, драматурга, сценариста и общественного деятеля[1].
- В фильме отражена начавшаяся «кукурузная кампания» Н. С. Хрущёва[2]: висит плакат «Що таке кукурудза» (укр.), доярка Галя удваивает удой, потому что стала кормить своих коров кукурузой, а не брюквой, как предлагал зоотехник Будякин и т. д.